# Ram Strauss
Ram Strauss (n. 28 aprilie 1992, Yokneam Moshava, Israel) este un fotbalist israelian, care evoluează la clubul OH Leuven pe postul de portar.

## Legături externe
- Profil Oficial ACS Poli Arhivat în 10 martie 2016, la Wayback Machine.